# Franck Delmas
Pour les articles homonymes, voir Delmas.
Franck Delmas, né le 12 janvier 1900 à La Rochelle et exécuté le 1er septembre 1944 au camp de Natzweiler-Struthof, est un armateur et résistant français.

## Biographie
Franck Delmas est le fils de l'armateur Maurice Delmas (1866-1930) et de Lucie Élisabeth de Visme. Marié à Charlotte Perret, petite-fille de Charles Haas, il est le beau-père de Mario Ruspoli.
Il s'engage lors de la Grande Guerre et à la fin de celle-ci, il rejoint son oncle Léonce Vieljeux à la direction de la compagnie Delmas-Vieljeux. Lors de la Seconde Guerre mondiale, il s'engage dans la résistance et rejoint le réseau Alliance, sous le commandement de Christian de La Motte Rouge, et passe des renseignements concernant les Charentes.
Dénoncé, Franck Delmas est arrêté le 14 mars 1944 par la Gestapo, en même temps que son oncle, Léonce Vieljeux, Jacques Chapron et Joseph Camaret, ingénieur en chef des chantiers Delmas-Vieljeux. Ils sont déportés aussitôt sous la classification « NN » (« Nuit et brouillard ») à destination du camp de Schirmeck, puis au camp de Natzweiler-Struthof. Ils sont exécutés dans la nuit du 1er au 2 septembre 1944,.